# Jonathan Pudas
Jonathan Pudas, född 26 april 1993 i Kiruna, är en svensk ishockeyspelare (back) som spelar för Skellefteå AIK i SHL. 

## Biografi och karriär
Pudas började spela ishockey i Kiruna HC och spelade sedan för Kiruna IF-Ungdom efter säsongen 2006/07. I  seniorsammanhang debuterade han för Kiruna IF och division 1 (Allettan norra) under säsongen 2009/10. Samma säsong representerade han klubben i J17-landslaget under tre landskamper mot Finland. Inför säsongen 2010/11 värvades han till Skellefteå AIK (SHL) och för klubbens juniorverksamhet. Efter tre år i föreningen värvades han till Karlskrona HK och Hockeyallsvenskan inför säsongen 2013/14. Inför säsongen 2015/16 värvades han till Brynäs IF men lämnade klubben efter säsongen 2016/17 och återkom till Skellefteå AIK. Under säsongen 2019/20 togs han ut till landslaget. Inför säsongen 2020/21 gick han till det finska laget Jokerit från Helsingfors. Från och med säsongen 2021/22 spelar han åter för Skellefteå AIK.

## Klubbar i karriären
- Karlskrona HK, Allsvenskan (2013/14 - 2014/2015)
- Brynäs IF, SHL (2015/2016 - 2016/2017)
- Skellefteå AIK, SHL (2017/2018 - 2019/2020)
- Jokerit, KHL (2020/2021)
- Skellefteå AIK, SHL (2021/2022 - )

## Meriter
- SHL-Kval seger, 2014/15 (Karlskrona HK)
- SM-Silver, SHL 2016/17 (Brynäs IF)
- SM-Silver, SHL 2017/18 (Skellefteå AIK)
- SM-Guld, SHL 2023/24 (Skellefteå AIK)